# Charles de La Font de Savine
Dernier et troisième enfant de Charles de la Font, comte de Savines, et de Madeleine Polyxène de Castellane, Charles de la Font de Savine est né le 17 février 1742. Il est décédé le 1er septembre 1814 à Embrun. Il fut évêque de Viviers de 1778 à 1793 et un des quatre évêques qui prêtèrent serment à la Constitution civile du clergé au cours de la Révolution française. En 1789, il est élu député du clergé aux Etats-Généraux par la sénéchaussée de Villeneuve-de-Berg. Il siège à l'Assemblée nationale constituante jusqu'au 30 septembre 1791.

## Cadet de famille noble
En tant que cadet d'une famille d'ancienne noblesse Charles La Font de Savine fut destiné à l'Église. Initié par sa mère aux idées de Jean-Jacques Rousseau à travers la lecture de l'Émile, cette œuvre est longtemps restée sa lecture favorite. À 23 ans, il est secrétaire de l'Assemblée du clergé; à 28 ans vicaire général de son oncle, Mgr de Castellane, évêque de Mende. À 37 ans, il est promu à l'évêché de Viviers : il écrira plus tard "je suis devenu évêque comme tant d'autres parce que mon oncle étoit un grand seigneur, un gouverneur de province".

## Évêque de Viviers (1778-1793)
Ayant prêté serment en février 1791, il s'engage alors que la majorité des évêques de France le refusent. Le diocèse de Viviers est modifié par la Constitution civile du clergé. Par respect du principe démocratique et voulant faire preuve de désintéressement, il se démet de son poste avant le  serment. Il est alors élu évêque constitutionnel du département de l'Ardèche. Inscrit dans un club, il est élu également président du département. Il fait peindre la cathédrale aux couleurs tricolores. Il se réjouit de l'existence de la Constitution civile qui ramène à la pureté de l'Église primitive.
Réformateur, il autorise la viande pendant le Carême, il autorise les chants en langue vulgaire par des jeunes filles à la place des vêpres, expérience qui est rejetée par les fidèles qui réclament les psaumes traditionnels. Il décide de supprimer les solennités pascales en 1791 ; mais la résistance des fidèles l'amène à démissionner à nouveau. Il reprend sa démission et les rites traditionnels seront réintroduits en 1792. Il veut associer les laïcs et les femmes au ministère en leur laissant prononcer jusqu'au sermon et remet en cause la hiérarchie entre l'Église enseignante et les fidèles ; de même pour réduire l'écart hiérarchique entre prêtres et évêques, il offre l'ordination épiscopale à tous les prêtres de son diocèse. Deux d'entre eux sont sacrés en juillet 1791.
Cependant, fidèle à ses principes libéraux, il protège les prêtres de son diocèse touchés par la loi du 26 août 1792. Il réclame pour eux "justice", "pitié", "humanité" et modère les ardeurs des administrateurs.

## "Novateur" ou fou?
Le "citoyen Savine" remet sa croix pectorale et l'ensemble de ses insignes épiscopaux avec ses lettres de prêtrise le 1er décembre 1793 et démissionne de son office public d'évêque du diocèse de l'Ardèche; arrêté comme suspect le 15 mai 1794, il est transféré à Paris. Au cours de sa détention, il rétracte son serment avant d'être libéré en octobre. 
Vivant dans la misère, il travaille comme porteur d'eau avant de devenir bibliothécaire à la bibliothèque de l'Arsenal. Il fréquente régulièrement M. Emery qui nous renseigne à son sujet. La Font de Savines était-il fou? Ce n'est pas ce que semble avancer Monsieur Ėmery qui le 14 octobre 1795 écrit à Pie VI en soulignant le "caractère novateur" de l'ancien évêque de Viviers, et ajoute "Il m'a souvent témoigné qu'il aurait été trompé par les libertés de l'Ėglise gallicane et ce n'était qu'en les suivant et les poussant aux dernières conséquences qu'il avait été mené si loin"
En 1797, il semble avoir oublié sa rétractation, et réclame le diocèse de Viviers dont l'administration apostolique avait été confiée à l'archevêque de Vienne, ce qui lui vaut une réponse cinglante publiée en 1800 par des prêtres de son ancien diocèse. Le diocèse de Viviers est supprimé par le Concordat de 1801, mais La font de Savines refuse de démissionner. Cependant, il est interné à Charenton en 1804 où il se rétracte et démissionne finalement le 28 septembre 1805, avant d'écrire à son successeur qu'il a "la tête mal réglée… j'ai été dans une sorte de démence depuis que j'ai prêté ce malheureux serment".
Il se retire dans le château familial de Savines. Puis il meurt à Embrun, dans l'hôtel où il était né. "Mgr de Savines avait eu de Marie Durieux un fils, Claude de la Font, né en 1769, marié en 1801, qui fut connu après les évènements de 1815 sous le titre de marquis de Lafont". Il a laissé descendance.

## Œuvres
- La Font de Savine, Charles de, Lettre de M. l'évêque de Viviers à messieurs les curés, vicaires & autres fonctionnaires publics ecclésiastiques du département de l'Ardèche ; Discours prononcé par monsieur l'évêque de Viviers, avant de prêter le serment civique, Paris, 1791. https://gallica.bnf.fr/ark:/12148/bpt6k45736x.r=.langFR
- La Font de Savine, Charles de, Examen des principes de la constitution civile du clergé, ou du Règlement décrété par l'Assemblée nationale de France sur les formes extérieures du culte catholique, par M. l'Evêque de Viviers, Lyon, 1792.https://gallica.bnf.fr/ark:/12148/bpt6k49117z.r=.langFR
- La Font de Savine, Charles de, Instruction donnée par M. l'évêque de Vivier, pour les habitans de la campagne, Paris, 1792.https://gallica.bnf.fr/ark:/12148/bpt6k45738m.r=.langFR
- Discours prononcé par Monsieur l'Evêque de Viviers à la cérémonie de l'Ordination Episcopale de Monsieur Chaussy, curé de Bourg-Saint-Andéol et de Monsieur Perbost, curé de Saint-Marcel-d'Ardèche…, Viviers, 1792.

### Biographie
- Jean Messié, Autour de Charles La Font de Savine, évêque de Viviers (1778-1793), Largentière, 1959.
- Pierre Souche Charles de La Font de Savine, 1742-1814 évêque de Viviers, 1778-1805, Largentière, 1985.
- Francesco Dei, Mgr Charles La Font de Savine, le revirement d'un évêque... : in Cahier de Mémoire d'Ardèche et Temps Présent n°143 consacré à Viviers : une petite cathédrale... une longue histoire, Privas, Mémoire d'Ardèche et Temps Présent, 2019.